# That Ras Club
El That Ras Club és un club jordà de futbol de la ciutat d'Al-Karak.
Va ser fundat l'any 1980.

## Palmarès
- Copa jordana de futbol:[4]

2013